# Pā Chong
Pā Chong (persiska: پا چنگ) är en ort i Iran.   Den ligger i provinsen Kohgiluyeh och Buyer Ahmad, i den centrala delen av landet, 500 km söder om huvudstaden Teheran. Pā Chong ligger 964 meter över havet och antalet invånare är 125.
Terrängen runt Pā Chong är kuperad åt nordost, men åt sydväst är den bergig. Runt Pā Chong är det ganska glesbefolkat, med 47 invånare per kvadratkilometer. Närmaste större samhälle är Landeh, 16,4 km väster om Pā Chong. Omgivningarna runt Pā Chong är i huvudsak ett öppet busklandskap.